# Keraunea
Keraunea je rod slakovki smješten u tribus Cresseae, dio potporodice  Convolvuloideae. Sastoji se od 5 južnoameričkih vrste penjačica i lijana rasprostranjenih po istočnom Brazilu. 
Rod je opisan u Nordic Journal of Botany 31(4): 454. 2013.

## Vrste
1. Keraunea brasiliensis Cheek & Sim.-Bianch.; tipična vrsta
2. Keraunea bullata Moonlight & D.B.O.S.Cardoso
3. Keraunea capixaba Lombardi
4. Keraunea confusa Moonlight & D.B.O.S.Cardoso
5. Keraunea velutina Moonlight & D.B.O.S.Cardoso